# 幾千世牧場
有限会社幾千世牧場（いくちせぼくじょう）は、日本の北海道沙流郡日高町に所在する競走馬生産牧場。1969年創業。

## 歴史
大正時代より軍馬生産をはじめ、太平洋戦争後はしばらくアラブ馬の生産を行っていた。1969年、父親の死去に伴い当時20歳の鹿戸照美が後を継ぎ、これを創業年としている。中央競馬調教師・本郷重彦と久保田金造の協力を得て牧場の基礎が整えられ、1979年ごろに牧場名を「幾千世牧場」とした。なお、久保田金造厩舎から騎手デビューした鹿戸雄一（のち調教師）は親族である。
1970年代に南関東公営競馬で活躍したマルイチキングなどを生産したのち、1986年にはアイランドゴッテスが関屋記念を制し、中央競馬の重賞初勝利を挙げた。1989年ごろには育成部門を増設。1998年より、「シチー」の冠名で知られる一口馬主クラブ・友駿ホースクラブとの取引が始まり、その信頼を得て、かつてゴールドシチーを生産した富川田中牧場と共に、同クラブの重要な生産拠点となる。2009年にはエスポワールシチーがかしわ記念を制し、生産馬のGI競走初制覇を果たした。同馬は2013年末に引退するまでにダートGI競走で通算9勝を挙げた。
引退馬（功労馬）の受け入れも行っており、著名なところではキョウトシチー（2011年死亡）、セイリューオーといった重賞勝利馬が繋養されている。

## 主な生産馬
GI競走優勝馬
- エスポワールシチー（2009年かしわ記念、マイルチャンピオンシップ南部杯、ジャパンカップダート、2010年フェブラリーステークス、かしわ記念、2012年かしわ記念、マイルチャンピオンシップ南部杯、2013年かしわ記念、JBCスプリントなど重賞12勝）

その他中央競馬重賞競走優勝馬
- アイランドゴッテス（1986年関屋記念、京王杯オータムハンデキャップ）
- マルマツエース（1992年エプソムカップ）

その他地方競馬限定競走優勝馬
- マルイチキング（1972年浦和ゴールドカップ、1973年報知グランプリカップ、ダイオライト記念、金盃、大井記念、報知オールスターカップ）